# Bulbophyllum brevispicatum
Bulbophyllum brevispicatum é uma espécie de orquídea (família Orchidaceae) pertencente ao gênero Bulbophyllum. Foi descrita por Cát Chiêm Hòa e Trần Tâm Khải em 1994.